# 生駒親興
生駒 親興（いこま ちかおき、明暦元年7月6日（1655年8月7日） - 元禄15年4月26日（1702年5月22日））は、江戸時代前期の旗本。初名は高重、幼名は虎松、通称は主殿。

## 生涯
出羽矢島藩主・生駒高俊の三男として誕生した。生母は今氏。実兄である交代寄合・生駒高清の養子となる。寛文10年（1670年）5月1日、将軍・徳川家綱に御目見する。元禄7年（1694年）12月12日、高清の死去により家督を相続する。
元禄15年（1702年）4月26日、死去、48歳。墓所は荒川・養福寺など。長男の正親が相続した。
正室は大村純長の娘。子女に長男・正親、次男・俊定（叔父で旗本2千石の生駒俊明養子）、三男・親猶（兄の正親の養子として家督相続）、堀田正方妻（後に本多政惇妻）、村瀬勝成妻、酒井忠丘妻らの三男三女がいる。